# ديسنشانتمنت (مسلسل)
ديسنشانتمنت (بالإنجليزية: Disenchantment)‏ هو مسلسل رسومي فانتازيا كوميدية أمريكي للكبار من صناعة وتطوير مات غرينينغ. يُعتبر هذا العمل أول تعاون لغرينينغ لصالِح نتفليكس، حيث عَمِلَ في السابق لصالِح 20th Century Fox Television على مُسلسَلي عائلة سيمبسون وفيوتشوراما. أصدرت نيتفلكس عشرين حلقة من المسلسل عُرِضت الحلقات العشر الأوائل في 17 أغسطس 2018.
تقع أحداث المسلسل في عالم خيالي في العصور الوسطى في مملكة دريملاند. تحكي قصّة الأميرة بين المُدمنة على الكحول ومغامراتها مع صديقها العفريت إيلفو وقرينها الشيطاني لوسي. المسلسل من بطولة أصوات: آبي جاكوبسون وإريك أندريه ونات فاكسون وجون ديماغيو وتريس ماكنيل ومات بيري.

## الإنتاج

### التطوير
المسلسل من تأليف وتطوير مات غرينينغ وهو ذاتُه الذي مُبتَكِر مُسلسَلي عائلة سيمبسون وفيوتشوراما، حيثُ أن المسلسل مُشابِهٌ لأسلوبِه في رسم الشخصيّات. تمّ إنشاء الرسومات في استوديوهات Rough Draft وهو ذات الاستوديو الذي عَمِل على فيوتشوراما. وقد وصف جون ديماغيو المسلسل بأنّه هجينٌ بين عائلة سيمبسون وصراع العروش.

### التسويق
في 22 مايو 2018 ، أصدر غرينينغ ثلاث صور تشويقية على موقع ريديت. وفي اليوم التالي، تم الكشف عن تاريخ العرض الأول مع العديد من الصور.

### الإصدار
أصدرت نيتفلكس عشرين حلقة من المسلسل عُرِض الحلقات العشر الأوائل في 17 أغسطس 2018.

## الحلقات
| رقم الحلقة | العنوان                              | إخراج          | كتابة                     | تاريخ البث الأصلي |
| ---------- | ------------------------------------ | -------------- | ------------------------- | ----------------- |
| 1          | «أميرة وعفريت وشيطان دخلوا إلى حانة» | دواين كاري هيل | مات جرويننج وجوش وينشتاين | 17 أغسطس 2018     |
| 2          | «لمن يقبع الخنزير»                   | فرانك مارينو   | ديفيد كوهين               | 17 أغسطس 2018     |
| 3          | «أميرة الظلام»                       | ويس آرتشر      | ريتش فولتشر               | 17 أغسطس 2018     |
| 4          | «مذبحة حفل القلعة»                   | ديفيد د. او    | جيف رو                    | 17 أغسطس 2018     |
| 5          | «أسرعي أيتها الأميرة! اقتلي!»        | ايرا شيراك     | ريد هاريسون               | 17 أغسطس 2018     |
| 6          | «المستنقع والظروف»                   | ألبرت كاليروس  | إيريك هورستد              | 17 أغسطس 2018     |
| 7          | «ثورة الحبّ الرقيقة»                  | بيتر افانزينو  | جيني باتن و م. ديكسون     | 17 أغسطس 2018     |
| 8          | «حدود الخلود»                        | بريان شيزلي    | باتريك فيرون              | 17 أغسطس 2018     |
| 9          | «الصدق منجاة»                        | فرانك مارينو   | شيون تاكيوشي              | 17 أغسطس 2018     |
| 10         | «سقوط دريملاند»                      | ويس آرتشر      | بيل أوكلي                 | 17 أغسطس 2018     |

## الجزء الثاني
| رقم الحلقة | العنوان                | إخراج          | كتابة         |
| ---------- | ---------------------- | -------------- | ------------- |
| 1          | "خيبة الأمل"           | ألبرت كالريوس  | شيون تاكيوتشي |
| 2          | "درج إلى الجحيم"       | دواين كاري هيل | ديفيد كوهين   |
| 3          | "الشيء ذاته"           |                |               |
| 4          | "القلب الوحيد صياد"    |                |               |
| 5          | "أجسادنا، الجان لدينا" |                |               |
| 6          | "وظيفة دريم لاند"      |                |               |
| 7          | "الحب سليمي احتضان"    |                |               |
| 8          | "في كتاباتها الخاصة"   |                |               |
| 9          | "الكهربائية الأميرة"   |                |               |
| 10         | "شلالات تيابياني"      |                |               |

## روابط خارجية
- ديسنشانتمنت على موقع IMDb (الإنجليزية)
- ديسنشانتمنت على موقع ميتاكريتيك (الإنجليزية)
- ديسنشانتمنت على موقع روتن توميتوز (الإنجليزية)
- ديسنشانتمنت على موقع نتفليكس (الإنجليزية)
- ديسنشانتمنت على موقع فيلمافينيتي (الإسبانية)
- ديسنشانتمنت على موقع كينوبويسك (الروسية)
- ديسنشانتمنت على موقع ألو سيني (الفرنسية)
- ديسنشانتمنت على موقع قاعدة بيانات الفيلم (الإنجليزية)